# کروسنسترن (دهانه)
کروسنسترن یک دهانه برخوردی در ماه‌ است.

## دهانه‌های اقماری
این دهانه ۱ دهانه اقماری دارد.
| Krusenstern | عرض جغرافیایی | طول جغرافیایی | قطر         |
| ----------- | ------------- | ------------- | ----------- |
| A           | ۲۶.۹° S       | ۵.۹° E        | ۵.۰ کیلومتر |